# Marcin Bukowski

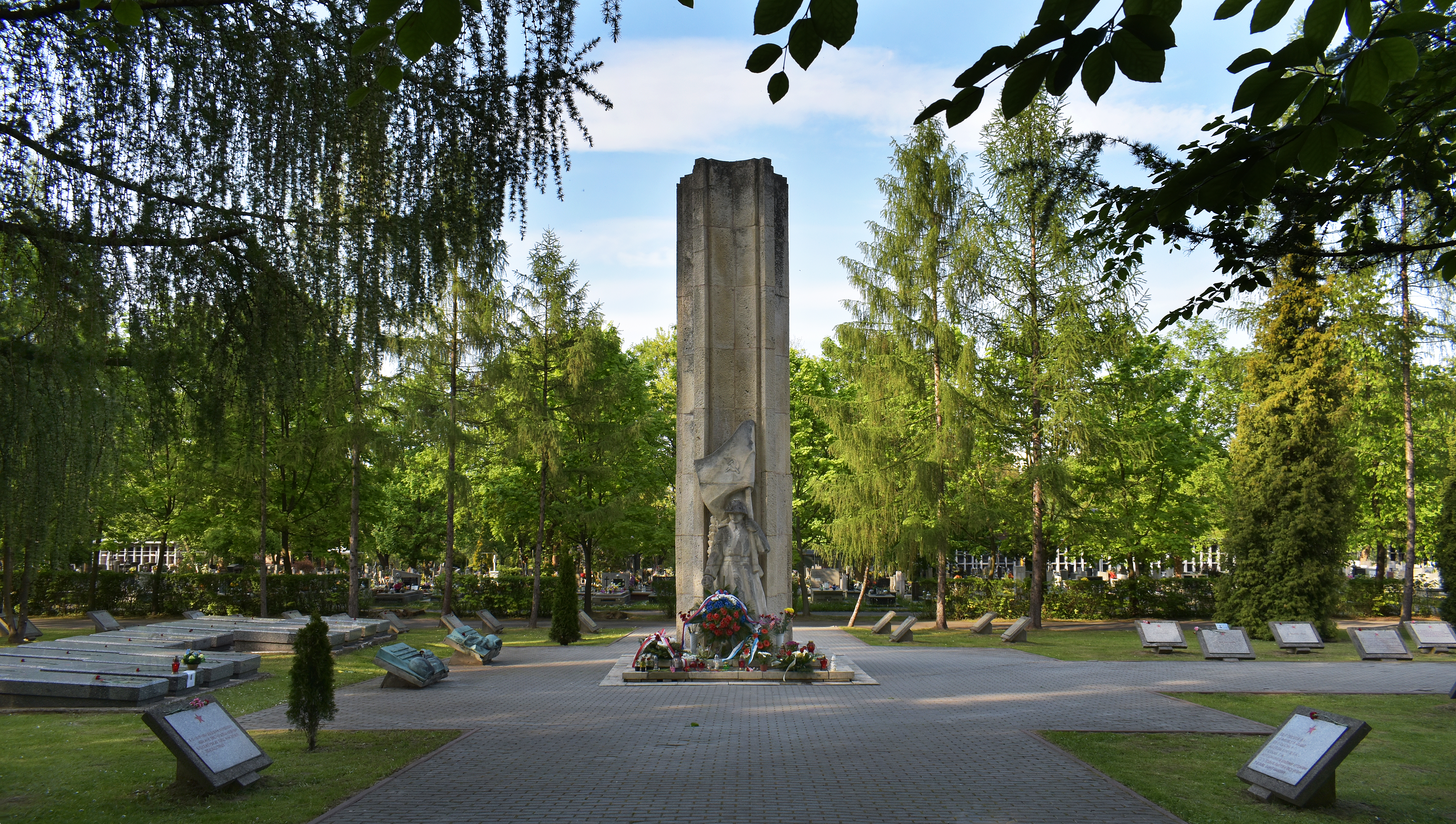
Kraków,
Cmentarz wojskowy przy ul. Prandoty.
Pomnik żołnierzy radzieckich (przeniesiony z Plant koło Barbakanu).
Projektowany w 1945.

Marcin Bukowski (ur. 31 sierpnia 1902 w Krakowie, zm. 16 marca 1987 we Wrocławiu) – polski architekt, konserwator zabytków.

## Życiorys
Po ukończeniu gimnazjum walczył jako ochotnik w wojnie polsko-bolszewickiej, a następnie w III powstaniu śląskim. Od 1922 studiował na Wydziale Architektury Akademii Sztuk Pięknych w Krakowie, którą ukończył w 1928. Równolegle studiował w Studium Historii Sztuki przy Wydziale Filologii na Uniwersytecie Jagiellońskim, po jego ukończeniu wyjechał do Warszawy, gdzie po dwóch latach obronił dyplom inżyniera-architekta na Politechnice Warszawskiej. Od 1930 pracował w krakowskim Zarządzie Miejskim, w 1933 wziął udział w konkursie architektonicznym na budowę Centralnego Stadionu Sportowego i wygrał go. Przez kolejne cztery lata prowadził budowę tego obiektu. Po wybuchu II wojny światowej został aresztowany i uwięziony w więzieniu Montelupich, był przetrzymywany w jednej celi z Józefem Putkiem. Uwolniony w 1940 zaczął prowadzić Oddział Budowli Miejskich przy Zarządzie Miasta Krakowa, a następnie założył własne przedsiębiorstwo budowlane, równolegle uczył w szkole budowlanej. W 1945 rozpoczął pracę dydaktyczną jako starszy aspirant na Wydziale Architektury Politechniki Krakowskiej w prowadzonej przez prof. Adolfa Szyszko-Bohusza Katedrze Konserwacji Zabytków. Równocześnie współorganizował i prowadził Biuro Architektury Zabytkowej przy Wydziale Budownictwa krakowskiego Zarządu Miejskiego. W czerwcu 1946 przeprowadził się do Wrocławia, gdzie objął stanowisko kierownicze w Oddziale Architektury Zabytkowej przy Wrocławskiej Dyrekcji Odbudowy, do jej likwidacji w 1950. W tym okresie równocześnie wykładał architekturę polską na Wydziale Architektury Politechniki Wrocławskiej. Kierował odbudową katedry, ratusza, Arsenału Miejskiego, dawnego klasztoru Kanoników Regularnych na Piasku (obecnie oddział Biblioteki Uniwersyteckiej we Wrocławiu), kościołów św. Piotra i Pawła i św. Wincentego. W latach 1949–1951 był prezesem Wrocławskiego Oddziału Stowarzyszenia Architektów Polskich. W latach 1959–1962 prowadził dwa przewody habilitacyjne na Politechnice Gdańskiej zakończone pracą „Ratusz we Wrocławiu”. Od 1964 kierował Katedrą Historii Architektury, Sztuki i Techniki na Politechnice Śląskiej. W 1985 ukazała się książka prof. Marcina Bukowskiego „Wrocław z lat 1945-1952. Zniszczenia i dzieło odbudowy”. Został upamiętniony tablicą na południowej pierzei rynku wrocławskiego, której koncepcję odbudowy opracował oraz ulicą na Oporowie (była ulica Lumumby).

## Publikacje
- Ratusz Wrocławski (1958) (współautor Mieczysław Zlat);
- Katedra Wrocławska (1962);
- Wrocław z lat 1945-52 (1985).

## Odznaczenia
- Śląski Krzyż Powstańczy;
- Złoty Krzyż Zasługi;
- Złota Odznaka Politechniki Śląskiej;
- Złota Odznaka Opiekuna Zabytków;
- Odznaka SARP II st.